# The Mission (zespół muzyczny)
The Mission – brytyjski zespół grający rock gotycki, założony przez Wayne’a Husseya, byłego członka Dead or Alive oraz The Sisters of Mercy w 1986 roku.

## Dyskografia
- Gods Own Medicine (1986)
- First Chapter (1987)
- Children (1988)
- Carved in Sand (1990)
- Grains of Sand (1990)
- Masque (1992)
- "No Snow, No Show" For The Eskimo (live, 1993)
- Sum and Substance (1994)
- Salad Daze (1994)
- Neverland (1995)
- Blue (1996)
- Resurrection (1999)
- Everafter (live, 2000)
- AurA (2001)
- Aural Delight (2002)
- Anthology (The Phonogram Years) (2006)
- God Is A Bullet (2007)
- Dum Dum Bullet (2010)
- The Brightest Light (2013)
- Another Fall From Grace (2016)